# Chevrolet Lumina
Pour les articles homonymes, voir Chevrolet Lumina (homonymie).
La Chevrolet Lumina est un modèle de voiture créé par la firme General Motors.
Le premier modèle est sorti en 1989 pour l'année 1990. Différents choix de modèles étaient disponibles. Cette voiture pouvait être une mini-fourgonnette (Chevrolet Lumina APV) ou bien une sedan. Cette voiture est apparue pour remplacer les Chevrolet Celebrity et les Monte Carlo. Toutes les Lumina ont été construites à Oshawa Car Assembly en Ontario.
Il y avait 2 modèles de voiture avec le même nom. En 1997, la Lumina APV a laissé place à la Chevrolet Venture, pour qu'il n'y ait plus de confusion possible. Le modèle de base était un Euro. Un autre modèle plus performant était le Z34, alimenté par un moteur V6 de 3,4 litres. Les Euro pouvait profiter d'un 3,1 litres ou d'un 3,4 litres. Sa construction a pris fin en 2001. La Lumina a beaucoup été critiqué, surtout à cause de ses 2 portes latérales géantes. On pouvait s'infliger des bleus et se faire mal. Vu que les poignées sont sur la porte (à côté des fenêtres), elles cassaient souvent en hiver. Ce n'était pas très fiable. La couleur d'origine était rouge ou blanche. Malgré son énorme poids, la voiture atteint une vitesse de pointe de 209,21 km/h et atteignait le 0-100 km/h en 7,2 secondes environ. La voiture a souvent été ciblée pour courir les courses de NASCAR. Le modèle Z34 a été inspiré du Monte Carlo.

## Première génération (1990-1994)
La Chevrolet Lumina nord-américaine était basée sur le GM W-body de taille moyenne, qui était partagé avec la Pontiac Grand Prix, Oldsmobile Cutlass Supreme (plus tard Intrigue), Buick Regal et Buick Century (après 1996). Bien que la Lumina soit devenu une vente populaire, GM a été largement critiqué dans la presse automobile pour avoir été en retard dans le jeu de la conception d'une voiture aérodynamique contre la Ford Taurus. Le nom "Lumina" avait été envisagé par Ford dans la phase de pré-production de la Taurus. La première génération de la Chevrolet Lumina a cessé sa production en août 1994, ce qui en fait la génération la plus courte des voitures GM W-body de première génération.
En 1989, la Lumina est devenue la plaque signalétique sous laquelle les Chevrolet ont couru en NASCAR, plus d'un an avant que le modèle ne soit mis à la disposition du public. En conséquence, la NASCAR a reçu de nombreuses lettres de plaignant pour l'avantage injuste de Chevrolet faisant la course dans une voiture "en aluminium".
Chevrolet a signé un accord avec Disney-MGM Studios pour faire de la Lumina de 1990 la voiture officielle de l'entreprise. Les premières publicités de la Lumina comprenaient des personnages animés du film Fantasia sous licence Disney; En retour, la Lumina est devenue la voiture officielle de Disney World. Dans une séquence, faisant la publicité de l'intérieur spacieux de la voiture, des hippopotames en dessins animés ont été utilisés pour illustrer les ouvrants de porte arrière plus larges de la Lumina qui, selon Chevrolet, facilitaient l'accès à la zone des sièges arrière. Bien que populaires, les publicités ont rapidement été annulées lorsque les groupes de discussion ont révélé qu'ils se souvenaient mieux des personnages de Disney que de la voiture elle-même.

### Moteurs
- 1990-1992 : Quatre cylindres en ligne Iron Duke 151 (2.5 L)
- 1993-1994 : Moteur 122 quatyre cylindres en ligne 134 (2.2 L)
- 1990-1994 : V6 LHO 191 (3.1 L)
- 1991-1994 : V6 LQ1 DOHC 207 (3.4 L)

### Lumina Z34
À partir de 1990, Chevrolet a offert une version haute performance de la Lumina, la Lumina Z34. Elle était livrée de série avec l'ensemble de suspension sport FE3, le moteur V6 LQ1 de 210 ch partagé avec la Lumina Euro 3.4 (berline), la transmission manuelle à cinq vitesses Getrag 284, l'échappement double et les freins antiblocage aux quatre roues.
La Z34 présentée également des changements cosmétiques pour accompagner les améliorations de performances telles que des carénages avant et arrière avec des jupes latérales uniques, un aileron arrière, un capot à persiennes, un volant unique et des sièges baquets sport. Les chiffres de performance comprenaient un temps de 0 à 97 km/h de 7,2 secondes, un temps de 15,0 secondes sur 400 m, une vitesse de pointe (limitée) de 209,21 km/h), une distance de freinage de 47 m (97 à 0 km/h) et une accélération latérale de 0,79 g (7,7 m/s2). Un système stéréo Bose et une transmission automatique, qui réduisait la puissance à 203 ch (149 kW) et accélération de 0 à 97 km/h en 0,5 seconde de plus, étaient facultatifs. Les seules couleurs de peinture disponibles pour la Z34 étaient le blanc, le rouge, le noir, le gris, l'argent et le bleu clair. En 1995, la Lumina Z34 a été remplacé par la Chevrolet Monte Carlo Z34.

### Production
| Année             | Total des berlines | Total des coupés | Berline LQ1 | Coupe LQ1 (Z34) |
| ----------------- | ------------------ | ---------------- | ----------- | --------------- |
| 1990              | 278 311            | 45 783           | N/A         | N/A             |
| 1991              | 157 782            | 34 495           | N/A         | 8 936           |
| 1992              | 188 557            | 33 490           | 5 623       | 13 016          |
| 1993              | 200 842            | 29 916           | 3 489       | 12 323          |
| 1994              | 75 753             | 10 866           | 1 234       | 4 478           |
| Production totale | 901 245            | 154 550          |             |                 |

## Deuxième génération (1995-2001)
General Motors a commencé le développement d'une Lumina mise à jour en 1989, sous la direction de l'ingénieur en chef Norm Sholler, prévu pour un lancement fin 1992. En 1991, une conception finale de la carrosserie a été approuvée. Le développement a finalement pris plus de temps que prévu, retardant le lancement de 18 mois. La Lumina redessinée a été dévoilée au Salon de l'auto de Los Angeles en janvier 1994 en tant que modèle de 1995. La Lumina de 1995 a reçu une carrosserie arrondi, augmentant sa taille, ainsi qu'un intérieur mis à jour. Contrairement à ses autres homologues de la plate-forme W, la Lumina a conservé le châssis de première génération. La Lumina coupé deux portes a été remplacé par la Monte Carlo ressuscitée. Le V6 LH0 a été abandonné au profit du V6 L82, connu sous le nom de 3100 SFI; ce dernier moteur produisait 20 chevaux (15 kW) de plus à partir du même déplacement en raison d'un collecteur d'admission et de culasses révisés,,,.
Les niveaux de finition initiaux consistaient en Base et LS; ce dernier remplaçant la finition "Euro". Les options comprenaient un toit ouvrant électrique, des sièges baquets en cuir, des vitres électriques, un siège conducteur à commande électrique et une chaîne stéréo AM / FM avec lecteur CD. Cette Lumina a également été vendue avec des finitions police (code 9C3) et taxi, car la Chevrolet Caprice a été abandonné après l'année modèle 1996. (1998 au Mexique, également remplacé par une Caprice d'origine Holden.) La production des coupés Monte Carlo a commencé en février 1994 et le 7 mars 1994 pour les berlines Lumina à l'usine de fabrication GM d'Oshawa, pour un lancement sur le marché le 6 juin 1994 pour le modèle de 1995.
La finition LTZ a été introduite en 1996 pour l'année modèle 1997 car l'Impala SS et la Caprice ont été abandonnés. Les caractéristiques standard comprenaient des roues en aluminium brossé de 16", des pneus sport radiaux à flanc noir, une suspension à réglage sport, un V6 de 3,1 L évalué à 162 ch (119 kW) et 251 N m ou un V6 de 3,4 L en option évalué à 218 ch (160 kW) et 298 N m de couple, un aileron arrière, des clips de carrosserie avant et arrière restylés (ressemblant a ceux de la Monte Carlo Z34), un tachymètre et un levier de vitesses au sol.
En 1997 pour l'année 1998, le V6 de 3,4 L a été remplacé par le 3800 série II qui produisait 203 ch (149 kW) et 305 N m de couple. Malgré son couple accru, la LTZ de 3,8 L présenté des performances légèrement inférieures en raison de sa puissance réduite, avec des temps de 0 à 97 km/h de 7,5 secondes (contre 7,2 secondes pour le LQ1) et des temps du 400 m en 15,7 secondes (contre 15,5 secondes pour le LQ1). La voiture a une vitesse de pointe limitée par ordinateur de 172 km/h et le limiteur de régime entre en action à 5 800 tr/min pour le 3,8 L (le limiteur de régime est à 7 000 tr/min pour le LQ1 3,4 L).
Toujours en 1997, les Lumina de l'année modèle 1998 ont reçu des airbags de deuxième génération. La Chevrolet Impala à traction avant a été introduite en remplacement de la Lumina en 1999, bien que GM ait produit des Lumina de l'année modèle 2001 vendues exclusivement pour les flottes de location. Les ventes au détail de la Lumina ont pris fin au Canada en 1999, suivies des États-Unis un an plus tard. La production des flottes a pris fin le 26 avril 2001. Dans certains pays asiatiques, la Lumina a continué en étant rebadgée Buick Century / Regal.

### Niveaux de finition
Tout au long de son cycle de vie, la deuxième génération de Lumina était disponible en trois niveaux de finition :
Base (1995-2001): La Lumina la plus populaire était dotée d'une banquette avant avec des sièges pour six passagers, des serrures électriques, un volant inclinable, des coussins gonflables doubles et la climatisation de série. Les modèles Base étaient équipés de roues en acier de quinze pouces avec enjoliveurs.
LS (1995-1999): Les modèles de finition de milieu de gamme comprenaient des roues en aluminium, des commandes de température à deux zones en option, des vitres électriques (en option sur Base), un tachymètre, une chaîne stéréo haut de gamme avec Delcolock de GM, des freins antiblocage, un système d'entrée à distance sans clé, des sièges améliorés et une option moteur DOHC 3,4 L (1995-1996).
LTZ (1997-1999): La Lumina haut de gamme comprenait des jantes en alliage, un choix de moteur V6 de 3,1 L, de moteur DOHC de 3,4 L (1997) et de moteur V6 de 3,8 L (1998-1999), siège conducteur à réglage électrique, climatisation à deux zones et cuir avec l'option pour tissu de luxe. Une console centrale était de série sur LTZ (en option sur LS). La différenciation extérieure comprenait l'avant, le couvercle de coffre et les feux arrière de la Chevrolet Monte Carlo de cinquième génération.

### Moteurs
- 1995-1999 : V6 L82 191 (3,1 L)
- 1995-1997 : V6 LQ1 DOHC 207 (3,4 L)
- 1998-1999 : V6 L36 231 (3,8 L)
- 2000-2001 : V6 LG8 191 (3,1 L)

### Production
| Année             | Unités totales | LQ1    | L36    |
| ----------------- | -------------- | ------ | ------ |
| 1995              | 264 688        | 15 998 | N/A    |
| 1996              | 224 553        | 2 054  | N/A    |
| 1997              | 234 626        | 7      | N/A    |
| 1998              | 208 627        | N/A    | 16 679 |
| 1999              | 139 098        | N/A    | 13 869 |
| 2000              | 37 493         | N/A    | N/A    |
| 2001              | 42 803         | N/A    | N/A    |
| Production totale | 1 151 888      |        |        |

## Sécurité

### Insurance Institute for Highway Safety (IIHS)
| Frontal décalé avec chevauchement modéré | Bien      |
| Frontal décalé avec petit chevauchement  | Pas testé |
| Impact latéral                           | Pas testé |
| Résistance du toit                       | Pas testé |

### NHTSA
| 1989 | Frontal conducteur | Frontal passager | Latéral conducteur | Latéral passager | 4x2 tonneau | 4x4 tonneau |
| ---- | ------------------ | ---------------- | ------------------ | ---------------- | ----------- | ----------- |
| 1990 | 0/5 étoile         | Non classé       | Non classé         | Non classé       | Non classé  | Non classé  |
| 1991 | 0/5 étoile         | Non classé       | Non classé         | Non classé       | Non classé  | Non classé  |
| 1992 | 0/5 étoile         | Non classé       | Non classé         | Non classé       | Non classé  | Non classé  |
| 1993 | 0/5 étoile         | Non classé       | Non classé         | Non classé       | Non classé  | Non classé  |
| 1994 | 0/5 étoile         | Non classé       | Non classé         | Non classé       | Non classé  | Non classé  |

| Année | Frontal conducteur | Frontal passager | Latéral conducteur | Latéral passager | 4x2 tonneau | 4x4 tonneau |
| ----- | ------------------ | ---------------- | ------------------ | ---------------- | ----------- | ----------- |
| 1995  | 5/5 étoiles        | 4/5 étoiles      | Non classé         | Non classé       | Non classé  | Non classé  |
| 1996  | 5/5 étoiles        | 4/5 étoiles      | Non classé         | Non classé       | Non classé  | Non classé  |
| 1997  | 5/5 étoiles        | 4/5 étoiles      | 4/5 étoiles        | 3/5 étoiles      | Non classé  | Non classé  |
| 1998  | 4/5 étoiles        | 5/5 étoiles      | 4/5 étoiles        | 3/5 étoiles      | Non classé  | Non classé  |
| 1999  | 4/5 étoiles        | 5/5 étoiles      | 4/5 étoiles        | 3/5 étoiles      | Non classé  | Non classé  |
| 2000  | 4/5 étoiles        | 5/5 étoiles      | 4/5 étoiles        | 3/5 étoiles      | Non classé  | Non classé  |
| 2001  | 4/5 étoiles        | 5/5 étoiles      | 4/5 étoiles        | 3/5 étoiles      | 4/5 étoiles | Non classé  |

## Troisième et quatrième génération (1998-2013)
Article principal: Holden Commodore § Modèles d'exportation australiens

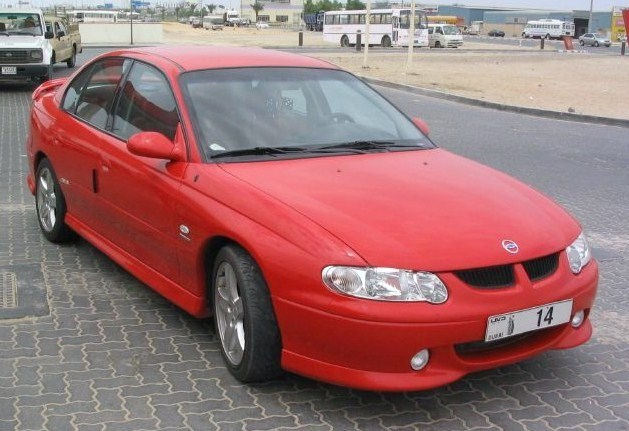
Chevrolet Lumina (AUS)

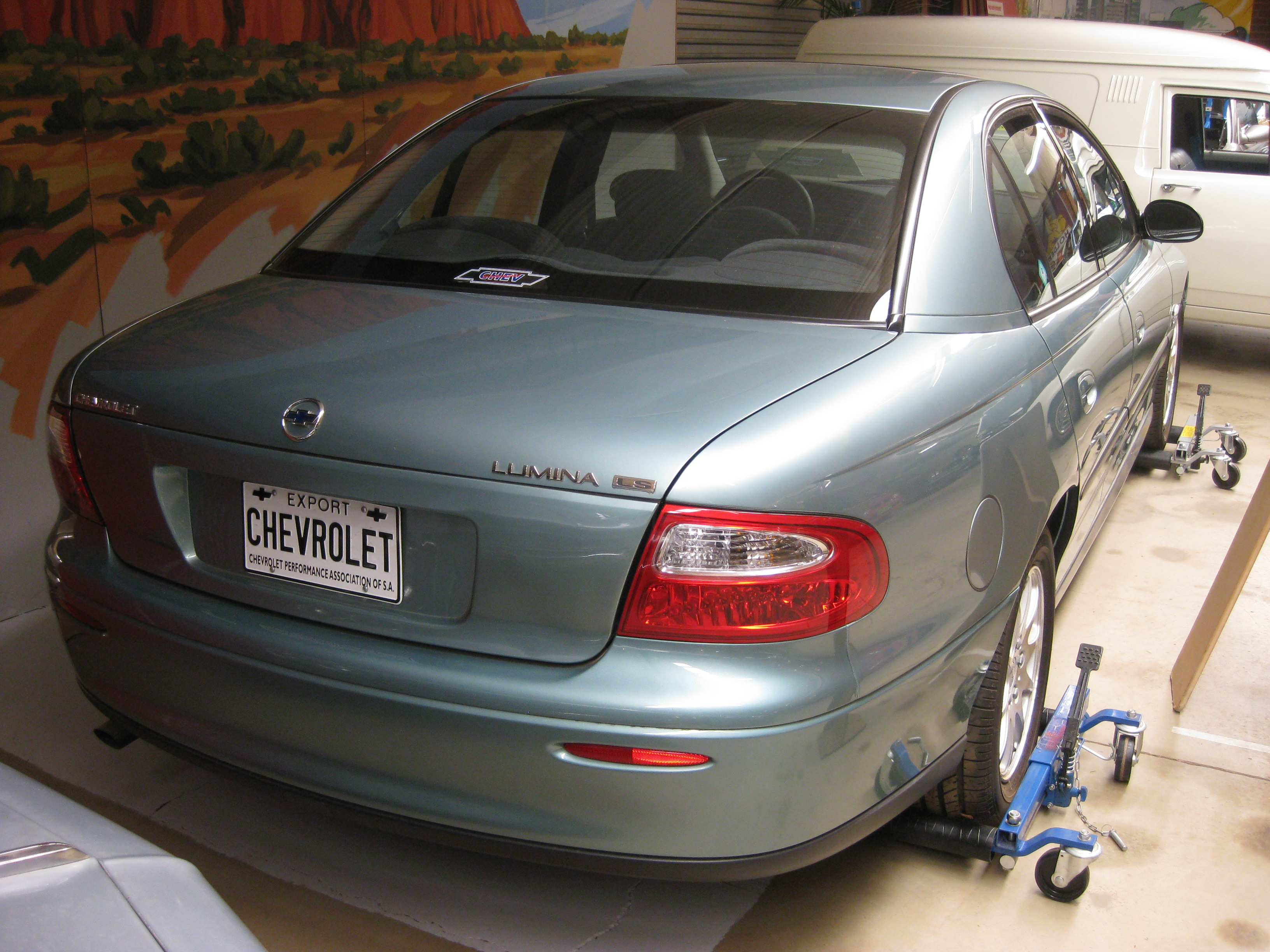
Chevrolet Lumina (AUS)

La Chevrolet Lumina a été vendue aussi en Australie et utilise la base de la Holden Commodore VT, elle-même dérivée de l'Opel Omega.
La filiale australienne de GM, Holden, a fabriqué une Lumina de troisième et quatrième génération basée sur la berline Commodore à traction arrière (séries VX, VZ et VE), l'utilitaire sport et le coupé (cette dernière carrosserie n'est pas disponible avec la quatrième génération VE).
Ce modèle a été exclusivement fabriqué pour l'exportation principalement vers le Moyen-Orient et l'Afrique du Sud. Les caractéristiques de luxe de ces berlines ont également été exportées au Brésil sous le nom de Chevrolet Omega.
Les modèles haute performance étaient propulsés par des moteurs Chevrolet V8, y compris la Pontiac G8 de haute spécification basé sur la série VE, exporté aux États-Unis.